# Rondbladige boerenkers
Rondbladige boerenkers (Thlaspi rotundifolium) is een overblijvende plant uit de kruisbloemenfamilie (Brassicaceae), endemisch in de Alpen.

## Naamgeving enetymologie
- Synoniemen: Crucifera rotundifolia E.H.L.Krause, Hutchinsia corymbosa J.Gay, Hutchinsia rotundifolia (L.) R.Br., Iberidella rotundifolia (L.) Hook.f., Iberis repens Lam., Iberis rotundifolia L., Lepidium rotundifolium (L.) All., Noccaea corymbosa (J.Gay) F.K.Mey., Noccaea rotundifolia (L.) Moench, Noccaea rotundifolia subsp. grignensis F.K.Mey., Thlaspi cepaeifolium subsp. grignense (F.K.Mey.) Greuter & Burdet, Thlaspi corymbosum (J.Gay) Rchb., Thlaspi grignense (F.K.Mey.) Landolt, Thlaspi lereschianum (Burnat) A.W.Hill, Thlaspi limosellifolium Reut. ex Rouy & Foucaud, Thlaspi repens Maire

## Kenmerken
Rondbladige boerenkers is een polvormende, overblijvende, chamefyte plant, met een onderaan verhoutte, kruipende stengel, tot 15 cm hoog. De bladen zijn tot 9 mm breed en tot 18 mm lang, onbehaard, vlezig, glanzend, rond tot ovaal, met een gave bladrand of ten hoogste enkele tandjes. Ze staan in een bladrozet en langs de stengel.
De bloeiwijze is een kleine bloemtros met kelkvormige, viertallige bloemen. De kroonblaadjes zijn tot 2 mm breed en 5 mm lang, lichtroze tot violet gekleurd, en hebben een opvallende honinggeur.
De vrucht is een 3 mm breed en 7 tot 12 mm lang hauwtje, gekield maar niet gevleugeld, en bekroond met een tot 3 mm lang snaveltje.
De plant bloeit van juli tot augustus.

## Habitaten verspreiding
Rondbladige boerenkers groeit vooral op open plaatsen op kalkrijke bodem, vooral op kalksteenrotsen en puinhellingen.
De soort is endemisch in de zuidoostelijke Alpen, waar deze voorkomt in Noord-Italië, het zuiden van Oostenrijk, Slovenië en Kroatië. In Frankrijk komt de soort voor in de  Haute-Savoie, de Savoie, Hautes-Alpes en Alpes-Maritimes.

## Taxonomie
Er worden drie ondersoorten onderscheiden:
- T. rotundifolium subsp. rotundifolium, de nominaat
- T. rotundifolium subsp. cepaefolium (Wulfen) Rouy & Fouc.
- T. rotundifolium subsp. grignense (F.K. Mey.) Greuter & Burdet

... · 
T. arvense (Witte krodde) · 
T. caerulescens (Zinkboerenkers) · 
T. montanum (Bergboerenkers) · 
T. perfoliatum (Doorgroeide boerenkers) · 
T rotundifolium (Rondbladige boerenkers) · 
...